# Nisí Día
Nisí Día är en ö i Grekland.   Den ligger i prefekturen Nomós Irakleíou och regionen Kreta, i den sydöstra delen av landet, 300 km söder om huvudstaden Aten. Arean är 12,4 kvadratkilometer.
Terrängen på Nisí Día är lite kuperad. Öns högsta punkt är 249 meter över havet. Den sträcker sig 4,8 kilometer i nord-sydlig riktning, och 6,0 kilometer i öst-västlig riktning.